# Суха-Вулька
Суха-Вулька (пол. Sucha Wólka) — село в Польщі, у гміні Аннополь Красницького повіту Люблінського воєводства.
Населення — 188 осіб (2011).
У 1975-1998 роках село належало до Тарнобжезького воєводства.

## Демографія
Демографічна структура станом на 31 березня 2011 року:
|          | Загалом | Допрацездатний вік | Працездатний вік | Постпрацездатний вік |
| -------- | ------- | ------------------ | ---------------- | -------------------- |
| Чоловіки | 84      | 19                 | 58               | 7                    |
| Жінки    | 104     | 28                 | 54               | 22                   |
| Разом    | 188     | 47                 | 112              | 29                   |